# Liste der Monuments historiques in Le Quesnoy
Die Liste der Monuments historiques in Le Quesnoy führt die Monuments historiques in der französischen Gemeinde Le Quesnoy auf.

## Liste der Bauwerke
| Bezeichnung              | Beschreibung | Standort                          | Kennzeichnung | Schutzstatus | Datum     | Bild           |
| ------------------------ | ------------ | --------------------------------- | ------------- | ------------ | --------- | -------------- |
| Hôtel de Ville           |              | 33, rue du Maréchal-Joffre (Lage) | PA00107778    | Inscrit      | 1942 2006 | weitere Bilder |
| Stadtbefestigung         |              | (Lage)                            | PA00107779    | Classé       | 1944      | weitere Bilder |
| Ehemaliges Grafenschloss |              | (Lage)                            | PA59000197    | Inscrit      | 2016      | weitere Bilder |